# William Campbell (2e baron Stratheden et Campbell)
Pour les articles homonymes, voir William Campbell et Campbell.
William Frederick Campbell, 2e baron Stratheden, 2e baron Campbell (15 octobre 1824 – 21 janvier 1893), est un pair britannique et un homme politique Libéral.

## Famille
Il est le fils aîné du Lord Chancelier John Campbell (1er baron Campbell), et de Marie, 1er baronne Stratheden, fille de James Scarlett (1er baron Abinger).

## Carrière politique
Il est élu député de Cambridge en 1847, un siège qu'il occupe jusqu'en 1852, et, plus tard, représente Harwich de 1859 à 1860. La même année, il succède à sa mère, dans la baronnie de Stratheden et entre à la Chambre des Lords. L'année suivante, il hérite également de la baronnie de Campbell à la mort de son père.

## Vie personnelle
Il est décédé à Wandsworth, de Surrey, en janvier 1893, à l'âge de 66 ans. Il ne s'est jamais marié et est remplacé dans les baronnies par son frère cadet, Hallyburton.